# Víktor Kovalenko
Víktor Kovalenko (Kherson, Ucraïna; 14 de febrer de 1996), és un futbolista ucraïnès que juga com a mitjà centre en el FK Shakhtar Donetsk de la Lliga Premier d'Ucraïna.

## Internacional

### Juvenils
Va ser citat per defensar a Ucraïna en la Copa Mundial Sub-20 de 2015. En la fase de grups, va jugar els 3 partits, va marcar 5 gols i va quedar com a golejador de la primera fase. En vuitens de final es van enfrontar a Senegal, després d'empatar 1 a 1, van anar a penals i van perdre 3 a 1.

#### Participacions en juvenils
| Competició                                  | Seu          | Resultat         | Partits | Gols |
| ------------------------------------------- | ------------ | ---------------- | ------- | ---- |
| Campionat Europeu Sub-17 de la UEFA 2013    | Eslovènia    | Fase final       | 5       | 1    |
| Campionat Europeu de la UEFA Sub-19 2014    | Hongria      | 5è               | 8       | 2    |
| Campionat Europeu de la UEFA Sub-19 2015    | Grècia       | Fase final       | 5       | 3    |
| Copa Mundial Sub-20 de 2015                 | Nova Zelanda | Vuitens de final | 4       | 5    |
| Classificació per l'Eurocopa Sub-21 de 2017 | Sense seu    | En disputa       | 5       | 2    |

### Absoluta
Viktor va ser convocat per primera vegada a la selecció major d'Ucraïna, per jugar contra Eslovàquia per la classificació a l'Eurocopa 2016, va estar al banc de suplents el 8 de setembre de 2015 però no va tenir minuts.
En la primera data FIFA de l'any següent, va ser convocat per jugar dos partits amistosos. Va debutar amb la selecció el 24 de març de 2016, va ingressar en el segon temps per enfrontar a Xipre i van guanyar 1 a 0. El 28 de març, va jugar 90 minuts contra Gal·les un altre amistós i van tornar a guanyar per la mínima, 1 a 0.

## Estadístiques

### Clubs
Actualitzat al 23 d'abril de 2016.
Últim partit citat: Chornomorets 1 - 1 Shakhtar Donetsk
| Club                      | Div.          | Temporada     | Lliga | Lliga | Lliga  | Copes nacionals | Copes nacionals | Copes nacionals | Tornejos internacionals | Tornejos internacionals | Tornejos internacionals | Total | Total | Total  |
| Club                      | Div.          | Temporada     | Part. | Gols  | Asist. | Part.           | Gols            | Asist.          | Part.                   | Gols                    | Asist.                  | Part. | Gols  | Asist. |
| ------------------------- | ------------- | ------------- | ----- | ----- | ------ | --------------- | --------------- | --------------- | ----------------------- | ----------------------- | ----------------------- | ----- | ----- | ------ |
| Shajtar Donetsk · Ucraïna | 1a            | 2014/15       | 2     | 0     | 2      | 2               | 0               | 0               | 0                       | 0                       | 0                       | 4     | 0     | 2      |
| Shajtar Donetsk · Ucraïna | 1a            | 2015/16       | 20    | 0     | 2      | 6               | 2               | 2               | 13                      | 2                       | 2                       | 39    | 4     | 6      |
| Shajtar Donetsk · Ucraïna | Total club    | Total club    | 22    | 0     | 4      | 8               | 2               | 2               | 13                      | 2                       | 2                       | 43    | 4     | 8      |
| Total carrera             | Total carrera | Total carrera | 22    | 0     | 4      | 8               | 2               | 2               | 13                      | 2                       | 2                       | 43    | 4     | 8      |

### Distincions individuals
| Distinció                                                                                  | Any  |
| ------------------------------------------------------------------------------------------ | ---- |
| Bota d'Or en la Copa Mundial Sub-20                                                        | 2015 |
| Parteix dels 50 millors futbolistes sub-20 del món segons el mitjà La Gazzetta dello Sport | 2016 |